# Assar (seriealbum)
Assar är det första seriealbumet i Ulf Lundkvists serie om varmkorven Assar. Albumet från 1991 samlade avsnitten som tidigare tryckts i Dagens Nyheter.

## Handling
Historien börjar en kulen höstkväll med att Assar flyr från gatuköket i stan. Han köper en biljett till Nollberga och köper Pelle Pälsängers hus och restaurerar det med hjälp av ett universalverktyg. Han besöker Anderssons livs, som saluför svans-styling-gelé. Bimbo, en föklädd superhjälte, presenteras, samt hans hemliga identitet, Tyrone Petterson. Handlar Anderssons dotter Flora drömmer om Bimbo, som hon föreställer sig som en riktigt man, i motsats till Tyrone. Razor, en ondskefull lurvig individ, är ett gissel för bygden och snattar Trocadero hos Anderssons livs, men Bimbo fångar honom och låter honom skämmas i skamstocken.
Nollbergas TV-kanal (NoTV) visar "Zune - skogens son". Zune uppfostrades av igelkottar och lever ute i skogen. När det onda skogsbolaget försöker avverka skogen driver Zune ut dem med sina superkrafter. Rymdbörje, som presenterar sig som Lothar, landar och spelar Löjliga familjen med Assar. Partiet slutar med att Assar vinner en färg-tv. Assar hör talas om slaktaren Grossman, som anställde unga kvinnor från landet och sedan gjorde korv av dem.
Razor plågar återigen bygden. Han stjäl en hel back krusbärsläsk av Anderssons Livs och fisk av Fisk-Gunnar samt kidnappar Anderssons dotter Flora. Assar och Bimbo gör upp en plan för att fånga Razor och lura in honom i rymd-Börjes farkost, där Rymd-Börje kommer att tvinga honom att spela kortspelet löjliga familjerna.
Assar blir jagad av en riddare och får kalla på Rymd-Börje för att bli räddad med hjälp av Rymd-Börjes humöromvandlare. Assar och Rymd-Börje börjar spela löjliga familjerna och lämnar kvar Razor i medeltiden. När Assar kommer tillbaka till Nollberga går han till Restaurangen "Lilla fina vita tjocka voffsingen" och smakar på Chateu Nollberga, som bör silas mellan tänderna. Assar träffar en korvkvinna, som utger sig för att vara hans syster.

## Källhänvisningar
1. ↑  "Assar". Seriesam.com. Läst 13 juni 2014.